# 中生光黒
中生光黒（ちゅうせいひかりくろ）は、大豆の栽培品種の一つ。

## 概要
扁球形で光沢があり、粒大は大粒の中で、煮豆・菓子材料として用いられる。当初「中粒光黒」と呼ばれていたが昭和10年に「中生光黒」と改名。
北海道本別町の在来種を北海道農事試験場十勝支場（現 十勝農試）で収集したもの。現在でも奨励品種として栽培が続けられている。